# تشلسي وايت
تشلسي وايت (بالإنجليزية: Chelsea White)‏ هي عارضة بريطانية، ولدت في 27 يناير 1990 في إنجلترا في المملكة المتحدة.

## وصلات خارجية
- تشلسي وايت على موقع IMDb (الإنجليزية)